# Labramia ankaranaensis
Labramia ankaranaensis är en tvåhjärtbladig växtart som beskrevs av Aubrev. Labramia ankaranaensis ingår i släktet Labramia och familjen Sapotaceae. Inga underarter finns listade i Catalogue of Life.